# سيلينيد الزنك
سيلينيد الزنك هو مركب لاعضوي من السيلينيدات صيغته ZnSe، ويوجد على شكل صلب بلوري أصفر اللون. يصنف هذا المركب ضمن أشباه الموصلات

## الوفرة والتحضير
يوجد سيلينيد الزنك في الطبيعية على هيئة معدن الستيليت. في حين يمكن تحضير المركب في الطبيعة من تفاعل كبريتات الزنك مع سيلينيد الهيدروجين.
{\displaystyle \mathrm {ZnSO_{4}+H_{2}Se\longrightarrow ZnSe+H_{2}SO_{4}} }
كما يمكن أن يجرى التحضير انطلاقاً من تفاعل أكسيد الزنك وكبريتيد الزنك مع عنصر السيلينيوم عند الدرجة 800 °س.
{\displaystyle \mathrm {2\ ZnO+ZnS+3\ Se\longrightarrow 3\ ZnSe+SO_{2}} }

## الخواص
يوجد المركب في الشروط القياسية على شكل صلب بلوري أصفر، وهو عملياً غير قابل للانحلال في الماء. 
يتميز سيلينيد الزنك بأنه شبه موصل ذاتي، حيث تبلغ فجوة النطاق لديه مقدار  2.70 إلكترون فولت.

## التطبيقات
لمركب سيلينيد الزنك تطبيقات في مجال الليزر؛ كما أنه يستخدم في مجال مطيافية الأشعة تحت الحمراء.